# Алкен
 Тази статия е за химическото съединение.  За селището в Белгия вижте Алкен (Белгия).  
Алкените (олефини, етиленови въглеводороди) са хомоложен ред от ненаситени въглеводороди с обща формула CnH2n. Съдържат една двойна връзка между въглеродните атоми в молекулата си. Висшите членове на реда имат изомери.
Наименованията на видовете алкени завършват на -ен, например етен, пропен, бутен. Алкените се наричат още олефини (по-остарял синоним, широко използван в петролната промишленост).

## Изомерия
При етена и пропена няма изомерия. При следващия хомолог – C4H8, са възможни следните изомерни съединения:
{\displaystyle {\ce {CH2=CH-CH2-CH3}}} (1-бутен)
{\displaystyle {\ce {H3C-CH=CH-CH3}}} (2-бутен)
{\displaystyle {\ce {(H3C)2C=CH2}}} (2-метилпропен)
Първите два изомера, 1-бутен и 2-бутен, се различават по мястото (позицията) на двойната връзка във въглеродната верига. Затова се наричат позиционни изомери. Позиционната изомерия е вторият вид структурна (конституционна) изомерия.
Третият изомер, 2-метилпропен, се различава от 1-бутен по вида на въглеродната верига (верижен изомер).
Следователно при алкените има два вида конституционна изомерия – верижна и позиционна. При 2-бутена съществува и пространствена цис-транс – изомерия спрямо двойната C=C връзка. Когато двете CH3 групи се намират в една и съща равнина спрямо двойната връзка, изомерът се нарича цис-2-бутен. Когато са в различни равнини, се говори за транс-2-бутен.

## Химични свойства
Алкените са ненаситени въглеводороди, заради това те участват в присъединителни реакции. Те могат да присъединяват H2, HCl, Cl2, H2O, HCN, NH3.
Хидрирането (хидрогенирането) се извършва при повишено налягане, висока температура и в присъствие на катализатор никел (Ni), паладий (Pd) или платина (Pt).
{\displaystyle {\ce {H2C=CH2 + H2 -> H3C-CH3}}} – етен до етан
Халогениране – взаимодействие с халогенен елемент.
{\displaystyle {\ce {H2C=CH2 + Cl2 -> Cl-CH2-CH2-Cl}}}
Хидрохалогениране – взаимодействие с халогеноводород.
{\displaystyle {\ce {H2C=CH-CH3 + HCl -> CH3-CHCl-CH3}}} – пропен до 2-хлоропропан
{\displaystyle {\ce {CH2=CH-CH3 + HCl -> Cl-CH2-CH2-CH3}}} – пропен до 1-хлоропропан
При присъединителни реакции на ненаситени въглеводороди трябва да се съобразява с правилото на Марковников, което гласи, че „когато протонни киселини и вода се добавят към несиметрични алкени и алкини, водородният атом от присъединителя се свързва предимно с най-хидрогенирания въглероден атом – този, към който има свързан повече водород“. От двата продукта по-висок добив (99 %) ще има от 2-хлоропропан.
Хидратацията на алкени протича при повишено налягане, висока температура и при катализатор H3PO4.
{\displaystyle {\ce {H2C=CH2 + H-OH -> H3C-CH2-OH}}} – етен до етанол
С циановодород – полученото съединение се нарича нитрил.
{\displaystyle {\ce {H2C=CH2 + H-CN -> H3C-CH2-CN}}} – етен до пропаннитрил
Полимеризацията е също присъединителна реакция.
{\displaystyle {\ce {{_{n}}(CH2=CH2)->(-CH2-CH2-)_{n}}}} – етен до полиетилен
Освен присъединителни реакции, за етена е характерно и заместване с хлор.
{\displaystyle {\ce {H2C=CH2 + Cl2 -> Cl-CH=CH2}}} – етен до хлороетен (винилхлорид)
Взаимодействието протича при облъчване със светлина (hν), за да се избегне присъединяване към двойната връзка.